# Alexandre Matheron
Pour les articles homonymes, voir Matheron.
Alexandre Matheron, né le 27 juillet 1926 à Paris et mort dans la même ville le 7 janvier 2020, est un philosophe français spécialiste de Spinoza et de l'histoire de la philosophie politique moderne.

## Biographie
Il est frère de Georges Matheron (1930-2000), créateur de la géostatistique.
Après avoir soutenu en 1949 un diplôme d'études supérieures sur la politique chez Spinoza, puis obtenu l'agrégation de philosophie en 1956, il part enseigner à l'université d'Alger en 1957, année où il quitte le Parti communiste, dont il avait été un fervent militant. C'est en Algérie qu'il décide de faire ses thèses de doctorat sur Spinoza. Il rentre à Paris en 1963 pour intégrer pendant cinq ans le CNRS, sous le parrainage de Martial Gueroult, afin de poursuivre et compléter ses recherches doctorales, qu'il soutient en 1968.
Sa thèse majeure, dirigée officiellement par Raymond Polin, sera publiée en 1969 sous le titre Individu et communauté chez Spinoza par les éditions de Minuit, dans la collection dirigée par Pierre Bourdieu. La complémentaire, dirigée par Henri Gouhier, ne sera publiée qu'en 1971, sous le titre Le Christ et le salut des Ignorants chez Spinoza par les éditions Aubier-Montaigne, dans la collection dirigée par Martial Gueroult.
Il devient alors maître-assistant à l'Université de Nanterre, avant d'être élu professeur à l'ENS Saint-Cloud.

## Œuvres
- Individu et communauté chez Spinoza, Paris, Éditions de Minuit, 1969, réédité en 1988 avec un avertissement de l'auteur.
- Le Christ et le salut des Ignorants chez Spinoza, Paris, Éditions Aubier-Montaigne, 1971.
- Anthropologie et politique au XVIIe siècle. Études sur Spinoza, Paris, Éditions J. Vrin, coll. Reprises, 1985 ; 
  - Recueil repris et augmenté de nombreuses études sous le titre : Études sur Spinoza et les philosophies à l'âge classique, Lyon, ENS Éditions, 2011.